# Rab Ne Bana Di Jodi
Rab Ne Bana Di Jodi (Hindi: रब ने बना दी जोड़ी, Una pareja hecha por Dios) es una comedia romántica india del 2008 dirigida por Aditya Chopra y producida por películas Yash Raj. Shahrukh Khan protagoniza en la película a " el apacible oficinista  Surinder; Suri" el cual está enamorado de la hermosa y vivaz Taani; "Compañera Taani" Gupta (Anushka Sharma) y lo transforma en el " ruidoso y divertido; Raj." Fue estrenado en todo el mundo el 12 de diciembre de 2008.

## Trama
Tímido, introvertido, y de dulce corazón es Surinder "Suri" Sahni (Shahrukh Khan) un oficinista del Punjab Power. Que cae súbitamente enamorado de la hija de su profesor (M.K. Raina), la hermosa y vivas Tania "Taani" Gupta (Anushka Sharma),la cual él ve durante la preparación de su boda. En su primer encuentro sin embargo, Taani jocosamente lo regaña y lo culpa por fijar un sistema imposible de estándares (reiterados por su padre) que ella nunca podía conocer como niña. Un poco después, el padre de Taani sufre un ataque al corazón cuando se enteran todos en la boda que el prometido y toda su familia murió en un accidente de tránsito. Temiendo que Taani se quede sola en el mundo, el profesor en su lecho de muerte le pregunta a Suri para que se case con ella. Suri acepta; Taani llorando acepta solo por complacer a su padre. 
Después de una boda precipitada, Suri lleva a Taani a su ancestral hogar en Amritsar. Mientras que su buena naturaleza lleva Suri a tratarla con cuidado y paciencia excepcionales, le asusta también demostrar su amor para ella. Sin embargo, Taani le dice que mientras ella intentará ser una buena esposa, pero nunca podrá amarlo porque ya no tiene nada de amor en ella.Aunque, Suri, continúa complaciendo le cada deseo.  Esto incluye visitas frecuentes al cine para ver películas musicales y de bailes las cuales llevan a Taani a fantasear sobre el romance y su pasión por el baile. Ella pronto pide permiso Suri, quien acepta, para que tome una clase costosa de danza con la compañía de 'Baile Jodi' ' para escapar de su vida mundana en el país. 
Durante una ida al cine, Suri se siente inadecuado en comparación a las imágenes de fuerza y masculinidad que Taani admira y después le pregunta a su amigo de infancia Balwinder "Bobby" Khosla (Vinay Pathak), propietario de un salón de belleza, por un consejo de como ganar su amor. Bobby está ansioso de ayudar y sugiere un cambio radical (rasurando su bigote, cambiando su corte de cabello, vistiéndolo en un traje de estilo occidental además de unos lentes estilo aviador, con  cristales exagerados de color pastel). Entonces Suri es transformado en el arrogante, bullicioso, rudo, y divertidamente enamoradizo "Raj Kapoor", nombra por Suri por ser el héroe que Taani admira en las películas. Él se une la clase de baile y por suerte — o, como él cree, por intervención divina — se convierte en el compañero de Taani en la competición. A pesar de la brusquedad inicial de Raj — un resultado de la inexperiencia de Surinder con las mujeres y su intento para emular a las imágenes de chico "cool" de las películas — él y Taani se vuelven amigos así que trabajan juntos en su rutina de baile. Suri se siente animado cuando Taani no le amarra un rakhi en la muñeca de "Raj" durante el festival de Raksha Bandhan (si lo hiciera eso indicaría que ella lo quiere como un hermano). Así que, después de un tiempo, Raj le declara su amor a ella.
Suri se encuentra en un dilema entre ambos. Taani entra a un período de conflicto interno, desesperadamente queriendo escapar de su fallida vida y encontrar a una nueva persona para amar. A pesar de que quiere escapar ella cree en su matrimonio sin amor, Taani se siente obligada a estar con Suri por la promesa que le hizo a su padre. Suri también enfrenta una extraordinaria paradoja: Animar a Taani de su miseria como su esposa o deslumbrarla con su ficticio álter ego, Raj. Así que él intenta ganar el amor de Taani como Suri, un acto con el que solo la aleja más. Eventualmente ella se va lejos para encontrar a Raj para decirle el predicamento en que se encuentra, esperando que él la ayude. Él le ofrece escapar con ella, a lo que ella acepta llorando. Fijan el día de su escape para la noche siguiente, la noche de la competencia.
En el día de la competencia, Suri lleva Taani al Harmandir Sahib para obtener la bendición de Dios para la competencia en la noche y en el interior, para tenerla también en su vida con Raj. En ese momento Taani tiene una epifaníaen la cual cree que Dios le ha mostrado una señal que le dice que su con Suri matrimonio está inspirado divinamente. Por primera vez ella reflexiona sobre su esposo y se vuelve consciente de la fuerza y la integridad del carácter de Suri. Así que Taani le dice a Raj que no puede escaparse con él. Ella lo deja en un aparente estado de shock con lágrimas en sus ojos. Cuando llega la hora de bailar Taani se queda anonadada al ver a Suri, en vez de Raj, uniéndose a ella en el escenario. Es en ese momento que Taani pone a los dos juntos y a través de una serie de escenas retrospectivas descubre que Suri es de hecho Raj.En el backstage confronta a Suri y cuando él confiesa su amor por ella, y con lágrimas le dice que le devuelva sus sentimientos. Los dos ganan la competencia y se van a una segunda luna de miel en Japón.

## Reparto
| Actor/Actriz   | Papel                            |
| -------------- | -------------------------------- |
| Shahrukh Khan  | Surinder "Suri" Sahni/Raj Kapoor |
| Anushka Sharma | Taniji "Taani Partner" Gupta     |
| Vinay Pathak   | Balwinder "Bobby" Khosla         |

Cameo appearances in the song- "Phir Milenge Chalte Chalte"
- Kajol as Raj Kapoor's love, Nargis.
- Bipasha Basu as Dev Anand's love,  Nutan.
- Lara Dutta as Shammi Kapoor's love, Helen.
- Preity Zinta as Rajesh Khanna's love,  Sharmila Tagore.
- Rani Mukerji as Rishi Kapoor's love, Neetu Singh.

## Estrenos

### Box-office
Rab Ne Bana Di Jodi was a Top First Week Earner, collecting Rs 58,19,00,000 in 1100 theaters. By its fourth week, it had earned 90 crores. It has grossed $29,914,469 internationally of which $24,991,323 comes from Indian box office while $2,078,900 was contributed by the domestic market. It is the all time second highest Bollywood grosser after Ghajini with inflation unadjusted. And it made a record of 120 days continuous run in Mumbai theaters.

## Premios
2009 Filmfare Awards
- Won:Filmfare Best Male Playback Award - Sukhwinder Singh ("Haule Haule")
- Won:Filmfare Best Scene of the Year Award( The rose scene)
- Nominated:Best Actor - Shah Rukh Khan
- Nominated:Best Actress - Anushka Sharma
- Nominated:Best Director - Aditya Chopra
- Nominated:Best Film - Aditya Chopra
- Nominated:Best Female Playback Singer - Sunidhi Chauhan ("Dance pe Chance")
- Nominated:Best Supporting Actor - Vinay Pathak

2009 International Indian Film Academy Awards
- Nominated:Best Actor
- Nominated: Best Supporting Actor - Vinay Pathak
- Nominated: Best Lyrics
- Nominated:Best Male Playback Singer

2009 Stardust Awards
- Nominated:Stardust Award for Superstar Of Tomorrow - Female
- Nominated:Best Film
- Nominated:Best Director
- Nominated: Stardust Award for Star Of The Year - Male

2009 Star Screen Awards
- Nominated:Most Promising Newcomer - Anushka Sharma
- Nominated:Best Actor - Shah Rukh Khan
- Nominated:Best Choreography
- Nominated:Best Male Playback Singer
- Nominated:Best Female Playback Singer
- Nominated: Best Lyrics

## Soundtrack
El soundtrack de Rab Ne Bana Di Jodi fue escrito por Salim-Sulaiman. La canción "Phir Milenge Chalte Chalte" rinde homenaje a los actores de Bollywood Raj Kapoor, Dev Anand, Rajesh Khanna, Shammi Kapoor y Rishi Kapoor y a las actrices Nargis, Nutan, Helen, Sharmila Tagore y Neetu Singh. La realización de la canción incluye las apariciones de Kajol, Bipasha Basu, Lara Dutta, Preity Zinta, y Rani Mukerji.
El puntaje de Rab Ne Bana Di Jodi es el primer soundtrack de Bollywood en llegar a los 10 mejores álbumes en ventas para la iTunes Store.
| N.º | Título                       | Cantantes                    | Duración |  |
| 1.  | «Tujh Mein Rab Dikhta Hai»   | Roop Kumar Rathod            | 04:44    |  |
| 2.  | «Haule Haule»                | Sukhwinder Singh             | 04:25    |  |
| 3.  | «Dance Pe Chance»            | Sunidhi Chauhan, Labh Janjua | 04:22    |  |
| 4.  | «Phir Milenge Chalte Chalte» | Sonu Nigam                   | 06:36    |  |
| 5.  | «Tujh Mein Rab Dikhta Hai»   | Shreya Ghoshal               | 01:43    |  |
| 6.  | «Dancing Jodi»               | Instrumental                 | 03:59    |  |

## DVD
Joginder Tuteja del Bollywood Hungama le dio al DVD de Rab Ne Bana Di Jodi 3.5 de 5 estrellas comentando que es una buena opción si quiere ver una película bonita en casa." El DVD incluye documentales, "La filmación de la película" y "La grabación de las canciones" (Haule Haule, Dance Pe Chance, Phir Milenge Chalte Chalte)al igual que ciertas escenas borradas y entrevistas.